# Skoka femorata
Skoka femorata är en stekelart som beskrevs av Boucek 1988. Skoka femorata ingår i släktet Skoka och familjen finglanssteklar.
Artens utbredningsområde är Papua Nya Guinea. Inga underarter finns listade i Catalogue of Life.